# Valle de Tulancingo

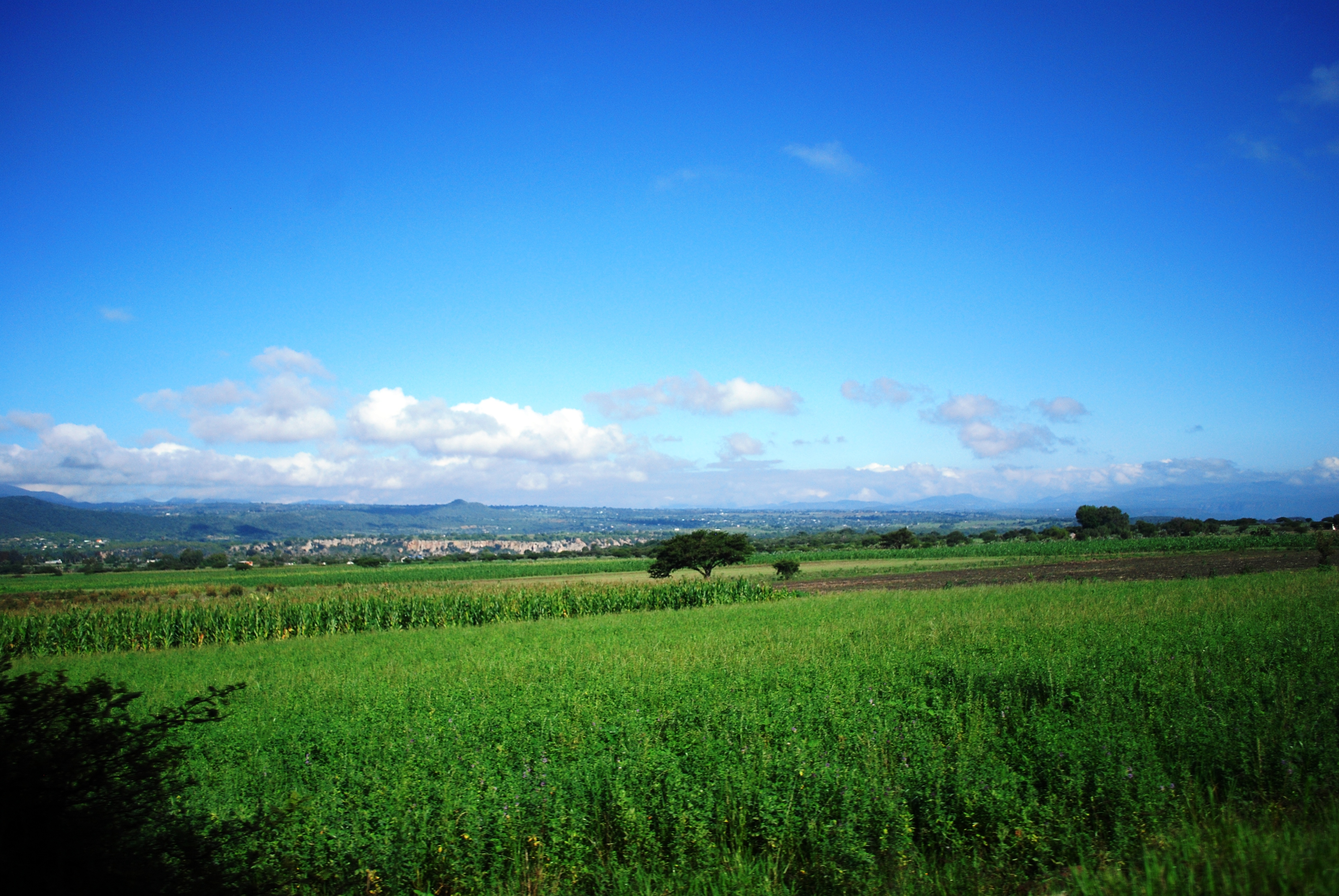
Valle de Tulancingo.

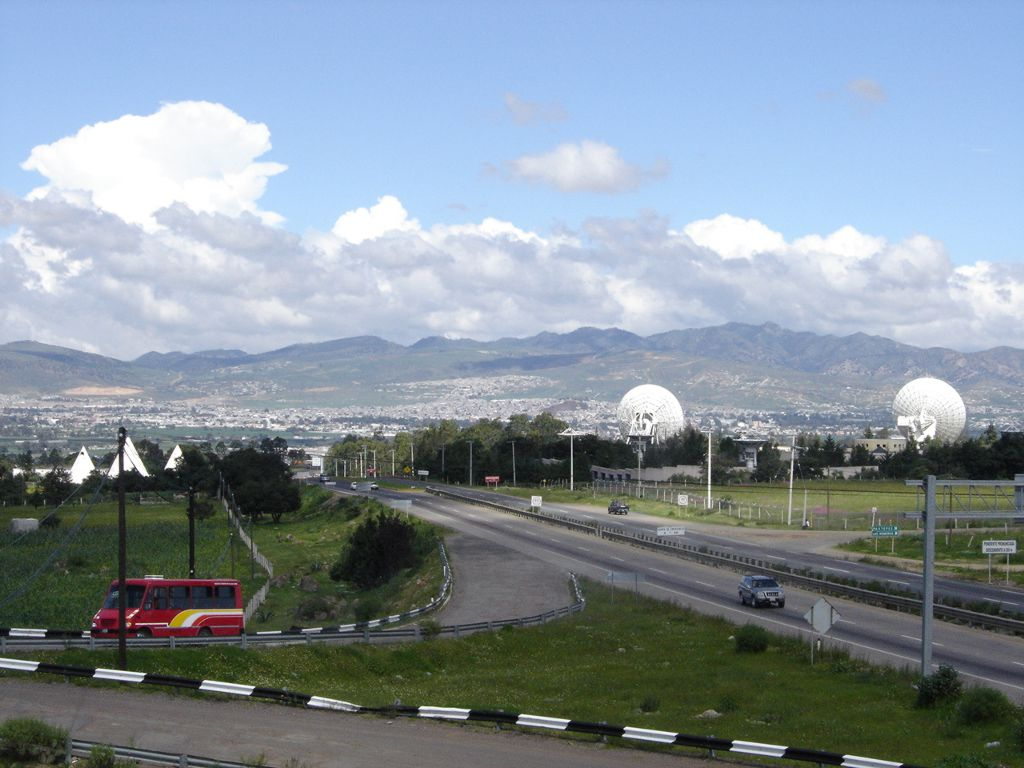
Valle de Tulancingo.

El Valle de Tulancingo es una de las diez regiones geográficas y culturales del estado de Hidalgo en México.

## Geografía
En la región se encuentran situados los municipios de:
- Cuautepec de Hinojosa
- Singuilucan
- Santiago Tulantepec
- Tulancingo de Bravo
- Acatlán

Cuenta con clima templado y una temperatura promedio anual de 15 °C en plena primavera, nace en las llanuras altas de la Sierra de Tenango y termina en los llanos de Apan, está rodeado por algunas montañas como el volcán de riolita llamado Napateco o bien la peña del Yolo, lo atraviesa un río llamado Tulancingo, y cuenta con las presas de Tezoquipa, Esquitán y Esperanza, cuenta también con la cascada de Alcholoya. Este valle es inmenso su suelo es muy fértil y bueno para el cultivo, su fauna es abundante. 
La principal ciudad es Tulancingo de Bravo y su zona metropolitana